# ۱۴۴۰ (میلادی)
۱۴۴۰ (میلادی) هزارو چهارصد و چهلمین سال تقویم میلادی است.

## درگذشتگان
‎